# شريان بصلة القضيب
شريان بصلة القضيب هو فرع من شريان فرجي غائر.

## صور إضافية

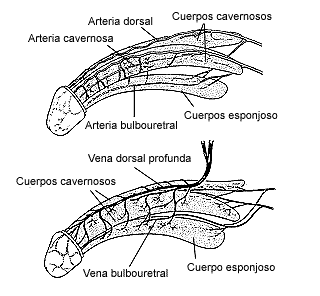
شرايين وأوردة القضيب (بالإسبانية)
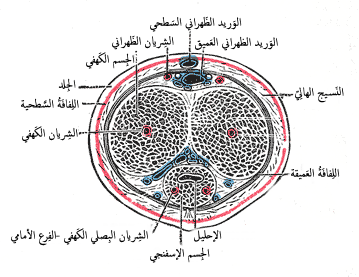
مقطع عرضي في القضيب يظهر الأوعية الدموية

## روابط خارجية
- تشريح دارتموث figures/chapter_32/32-2.HTM
- تشريح دارتموث figures/chapter_32/32-3.HTM